# Johanna Kurkela
Johanna Kurkela (Lumijoki, 25 aprile 1985) è una cantante finlandese.

## Biografia
Il suo primo lavoro pubblicato appare nel 2004, ed è la canzone Tahdon tanssia kanssasi prodotta in collaborazione con Tomi Metsäketo.
Nel 2005 pubblica il suo primo album, Hetki hiljaa, mentre nel 2007, a seguito del successo riscosso, partecipa al concorso nazionale per selezionare il partecipante all'Eurovision Song Contest, con la canzone Olet uneni kaunein, terminando in sesta posizione. Poche settimane dopo pubblica il secondo album, Marmoritaivas.
Nel 2014 partecipa come voce principale al progetto solista del musicista (allora fidanzato, ora marito) Tuomas Holopainen, Music Inspired by the Life and Times of Scrooge, che raggiunge il primo posto assoluto nella chart finlandese nella settimana successiva all'uscita.

## Discografia
- Hetki hiljaa (2005)
- Marmoritaivas (2007)
- Kauriinsilmät (2008)
- Music Inspired by the Life and Times of Scrooge (2014)

Ha inoltre partecipato alle canzoni Deathaura e No Dream Can Heal A Broken Heart del gruppo metal finlandese Sonata Arctica e alla canzone Godforsaken del gruppo Death Metal finlandese Insomnium